# Izsmán Nelly
Izsmán Nelly, Izsmán Kornélia (Budapest, 1943. január 24. – Budapest, 2014. február 2.) magyar énekesnő, revütáncosnő.

## Élete

### Fiatalkora (1943–1966)
Eredeti neve Izsmán Kornélia volt. Pályafutása az 1960-as évek közepe táján kezdődött, amikor a budapesti Moulin Rouge mulató beugróként szerződtette egy revüműsorban. Itt tűnt fel kiváló hangjával, főleg a dzsesszes slágereket énekelte remekül, eredeti nyelveken. Emellett remekül táncolt is. A Moulin Rouge-on kívül a Maxim Varieté, az Astoria, és a Kamara Varieté revüműsoraiban is szerepelt.

### Magyarországi pályája (1967–1968)
1967-ben készültek az első lemezfelvételei. A Made in Hungary versenyen bemutatott Su, su, bolondság örökzölddé vált, s elindult az 1967-es Táncdalfesztiválon is, ahol a Még rólad álmodom én című dalt énekelte el, a dal azonban nem került a döntőbe. 1968-ban újra indult a táncdalfesztiválon, azonban Matyó baba című dala az utolsó helyen végzett.

### Nyugat-európai sikerei (1969–1984)
1969-ben férjével együtt nyugat-európai vendégszereplésre ment, és 1985-ig előbb Kelet-Berlinben, a Friedrichstadt-Palastban, majd a párizsi Olympiában lépett fel.

### Hazatérése után (1985–2014)
1985-ben hazatért Magyarországra, ahol néhány évig ismét budapesti revükben szerepelt.
Az 1990-es és a 2000-es években több nosztalgiaműsorba meghívták szerepelni. Anyagi helyzete élete utolsó éveiben katasztrofálissá vált.

## Diszkográfia
- Su, su bolondság (1967, kislemez, A oldal, Qualiton SP 377)[2]
- Matyó baba (1968, B oldal, Qualiton, SP 522)[3]